# Vůle (psychická vlastnost)
Vůle z hlediska psychologie je záměrné, vědomé úsilí směřující k dosažení cíle. Jedná se o motivované chování, které umožňuje vědomou regulaci chování tzv. volní akt. Základními znaky vůle jsou vědomé jednání, přeměna fyziologické energie v kinetickou, kontrola funkce popudů. Pojem vůle psychologie chápe i šířeji, jako soubor vlastností osobnosti souvisejících se sebekontrolou. Ta byla nutná už od výroby sofistikovanějších nástrojů.

## Volní akt
Volní akt se ve vývoji jedince objevuje mezi druhým a třetím rokem života, kdy si dítě začíná uvědomovat samo sebe. Fáze volního aktu: 1. rozhodnutí, 2. akce, reakce, 3. cíl.

## Jednání
Jednáním souvisejícím s volním aktem můžeme nazvat činnost řízenou vědomím cíle. Jedná se o druh chování.
Volní jednání má tři fáze pohnutka - zvažování - čin na rozdíl od impulzivního jednání, u něhož chybí proces zvažování a má tedy jen dvě fáze pohnutka - čin.

## Svobodná vůle
Svobodná vůle je specifický fenomén, podstatou je svoboda rozhodování, ne však jednání. Tzn., že intrapsychický aspekt svobodné vůle je osobní přesvědčení, že jednáme bez vnějšího nátlaku.